# Dieter Koslar
Dieter Maximilian Koslar (* 6. Mai 1940 in Köln; † 13. August 2002 ebenda) war ein Kölner Radrennfahrer, Trainer, Teammanager und Sportlicher Leiter.

## Sportliche Laufbahn
In seiner aktiven Laufbahn errang Dieter Koslar über 150 Siege auf der Straße. Bei den Olympischen Spielen 1968 in Mexiko-Stadt wurde er gemeinsam mit Burkhard Ebert, Jürgen Tschan und Ortwin Czarnowski Achter im 100 km-Straßenvierer. Im Einzelrennen schied er aus. In der Deutschen Meisterschaft im Straßenrennen 1970 wurde er Vizemeister. 1971 gewann er die Rheinland-Pfalz-Rundfahrt, belegte bei den Straßenweltmeisterschaften als bester Deutscher im Straßenrennen der Amateure den fünften Platz, wurde mit dem PSV Köln Deutscher Meister im Straßenvierer, mehrmaliger Clubmeister und „Radsportler des Jahres“. Im letzten Jahr seiner Laufbahn, 1972, konnte er Zweiter im heimischen Rennen Rund um Köln werden.

## Berufliches
Nach Beendigung seiner aktiven Radsportkarriere machte sich Koslar als Trainer des PSV Köln (dem Verein, dem er während seiner gesamten aktiven Laufbahn angehörte), Abteilung Radsport, im Nachwuchs- und Amateurbereich einen Namen. Er führte 1978 die damals 17-jährige Beate Habetz zum Weltmeistertitel im Straßenrennen der Frauen. Hinzu kamen 51 deutsche Meisterschaften für die von ihm trainierten Radsportler. Marcel Wüst schreibt in seinem Buch Sprinterjahre, dass er Dieter Koslar seine komplette Karriere und fast sein ganzes Leben zu verdanken habe. Er und Koslar seien  unzertrennlich gewesen. 1995 gründete Dieter Koslar das erste Kölner Profiradsportteam. Vorgänger war die Radbundesliga Mannschaft des PSV Köln, das ab 1998 nach dem Hauptsponsor Gerolsteiner Brunnen Gerolsteiner hieß. und nach dem Rückzug von Gerolsteiner Team Cologne. Die Mannschaft wurde 2002 nach dem Tod Koslars aufgelöst.

## Familiäres
Koslar starb 2002 im Alter von 62 Jahren und wurde auf dem Kölner Westfriedhof beigesetzt. Sein Sohn ist der Fernsehmoderator, Autor, Maler und Sprecher Michael Koslar.